# エレンの部屋
『エレンの部屋』(英語: The Ellen DeGeneres Show) は、アメリカ合衆国のワーナー・ブラザース・テレビジョンが製作および配給、シンジケイションで2003年9月8日から2022年5月26日まで放送されたトーク番組。エレン・デジェネレスが司会を務めた。タイトルロゴは単に「ellen」と表記された。

## 概要
2003年、オプラ・ウィンフリー・ショーに対抗し、エレン・デジェネレスが企画したのがこの番組であった。番組は当初の5年間はバーバンクにあるNBCスタジオ（ステージ11）であった。しかし、NBCスタジオの閉鎖案が浮上したことなどから、製作会社ワーナー・ブラザースグループのワーナー・ブラザース・スタジオ（ステージ1）での収録に移転するとともに、ハイビジョン製作に移行した。番組は2013-14シーズンまで契約を更新している。
シンジケートされるなかには、NBCの直営局10局が含まれる。先の『オプラ』がABC直営局で放送されているなど、直営局まとめて番組の買い付けを行う事もあるため。
こうして長年に渡り、他のトーク番組の追随を許さなかったが、2020年夏頃に複数の現場スタッフが番組開始当初から複数の番組プロデューサー等からパワーハラスメント等を受けていた事を告発。その後、番組プロデューサー3人が処分を受け、エレン自身も直接謝罪した。しかし、エレン自身は直接これらの行為を行っていなかったとは言え、それを知りながら見て無ぬ振りをしていた事に変わりはなく、更に同年12月にエレン自身がCOVID-19に感染していた事を公表した際のコメントが問題視された事もあり、当番組の視聴率が急落。その結果、ゲスト出演を拒否するセレブリティが相次いだ。
この影響で2021年5月11日、2022年のシーズン19で番組が終了することが発表された。
日本では2012年3月からDlifeにて、アメリカより約1年遅れで、二ヶ国語放送で放送されていた。なお、Dlifeの放送休止により、放送時間が変更、休止されることがあった。
放送時間
- 月曜日-金曜日の15:00-16:00 (2012年3月19日 - 2012年9月28日)
- 土曜日-日曜日の29:00-30:00 (2012年5月5日 - 2013年3月31日)
- 月曜日-金曜日の20:00-21:00 (2012年10月1日 - 2013年6月27日)
- 金曜日の28:00-29:00 (2013年4月5日 - )

キャスト/吹き替え
- エレン・デジェネレス/高島雅羅

| Dlife 平日15:00枠 | Dlife 平日15:00枠                              | Dlife 平日15:00枠                               |
| 前番組            | 番組名                                         | 次番組                                          |
| ----------------- | ---------------------------------------------- | ----------------------------------------------- |
| （開局）          | エレンの部屋 （2012年3月19日 - 2012年9月28日） | ショップチャンネル お買い物エンターテインメント |

| Dlife 月曜20:00枠                                               | Dlife 月曜20:00枠                               | Dlife 月曜20:00枠    |
| 前番組                                                          | 番組名                                          | 次番組               |
| --------------------------------------------------------------- | ----------------------------------------------- | -------------------- |
| トップ・シェフ シーズン2                                        | エレンの部屋 （2012年10月1日 - 2013年6月24日）  | クローザー シーズン3 |
| Dlife 火曜20:00枠                                               |                                                 |                      |
| 子育てリアリティ 出張しつけ相談                                 | エレンの部屋 （2012年10月2日 - 2013年6月25日）  | クローザー シーズン3 |
| Dlife 水曜20:00枠                                               |                                                 |                      |
| お母さん交換 家族改造計画                                       | エレンの部屋 （2012年10月3日 - 2013年6月26日）  | クローザー シーズン3 |
| Dlife 木曜20:00枠                                               |                                                 |                      |
| アメリカン・ダンスアイドル シーズン7 （19:00 - 21:00）          | エレンの部屋 （2012年10月11日 - 2013年6月27日） | クローザー シーズン3 |
| Dlife 金曜20:00枠                                               |                                                 |                      |
| アメリカン・ネクスト・スター シーズン6 第一回 （19:00 - 21:00） | エレンの部屋 （2012年10月12日 - ）              | -                    |

| Dlife 日曜5:00（土曜29:00）枠    | Dlife 日曜5:00（土曜29:00）枠                 | Dlife 日曜5:00（土曜29:00）枠 |
| 前番組                           | 番組名                                        | 次番組                        |
| -------------------------------- | --------------------------------------------- | ----------------------------- |
| テレメンタリー                   | エレンの部屋 （2012年5月6日 - 2013年3月31日） | NCIS ～ネイビー犯罪捜査班     |
| Dlife 月曜5:00（日曜29:00）枠    |                                               |                               |
| 20/20                            | エレンの部屋 （2012年5月7日 - 2013年4月1日）  | クリック                      |
| Dlife 土曜4:00（金曜28:00）枠    |                                               |                               |
| トゥルー・ハリウッド・ストーリー | エレンの部屋 （2013年4月6日 - ）              | -                             |

## 受賞
デイタイム・エミー賞ではトーク番組部門を受賞した経緯があり、部門賞ではこれまでに11回受賞をした。

## ゲスト
- 2003年の第1回放送のゲストはジェニファー・アニストン。2022年の最終回のゲストもジェニファー・アニストンであった[6]。